# 王祖興
王祖興（英語：Harold Wong，1970年—），香港銀行家，香港大新銀行集團董事總經理兼任行政總裁。

## 生平
香港銀行巨頭王守業長子，1970年出生於香港，祖籍浙江寧波。早年在英國、美國留學。
獲得英國倫敦大學國王學院法學學士。後赴美國留學，獲得哈佛大學工商管理碩士。並有英國、香港律師資格。
2001年，香港大新銀行成立豐明銀行，成為銀行董事。
2004年，加盟香港大新銀行，擔任執行董事，負責金融業務。
2011年，成為大新銀行行政總裁。

## 家庭
妻子許明茵，2002年1月在香港結婚。

## 榮譽
- 香港商業獎之「傑出管理獎」[4]